# Fusktjärnen
Fusktjärnen är en sjö i Timrå kommun i Medelpad och ingår i Indalsälvens huvudavrinningsområde. Sjön är 5,1 meter djup, har en yta på 0,0724 kvadratkilometer och är belägen 145,3 meter över havet. Sjön avvattnas av vattendraget Fuskbäcken.

## Delavrinningsområde
Fusktjärnen ingår i det delavrinningsområde (695378-157388) som SMHI kallar för Utloppet av Fusktjärnen. Medelhöjden är 232 meter över havet och ytan är 4,09 kvadratkilometer. Det finns inga avrinningsområden uppströms utan avrinningsområdet är högsta punkten. Fuskbäcken som avvattnar avrinningsområdet har biflödesordning 3, vilket innebär att vattnet flödar genom totalt 3 vattendrag innan det når havet efter 34 kilometer. Avrinningsområdet består mestadels av skog (88 procent). Avrinningsområdet har 0,07 kvadratkilometer vattenytor vilket ger det en sjöprocent på 1,7 procent.